# 11103 Miekerouppe
11103 Miekerouppe este un asteroid din centura principală de asteroizi.

## Descriere
11103 Miekerouppe este un asteroid din centura principală de asteroizi. A fost descoperit pe 18 septembrie 1995 la Kitt Peak National Observatory în cadrul proiectului Spacewatch. Asteroidul prezintă o orbită caracterizată de o semiaxă mare de 2,89 ua, o excentricitate de 0,08 și o înclinație de 1,9° în raport cu ecliptica.